# Chakra

Förmodad placering av chakran i kroppen.

Chakra (sanskrit: चक्र; ett eller, mindre vanligt, en chakra, flera chakran respektive chakror) betyder "hjul"), är ett begrepp inom hinduismen, tibetansk buddhism, vissa besläktade asiatiska kulturer, samt inom New Age-rörelsen.

## Inom hinduismen
Chakra anses vara ett slags knutpunkter eller livsenergicentrum där nadi med flödande prana ("livsenergi") korsar varandra. Dessa energier har dock ingenting med det vanliga energibegreppet att göra, utan tillhör helt och hållet det filosofiska systemet. Det är även här, i dessa chakran, som den fysiska kroppen sägs möta den eterkropp eller astralkropp som Chakra-läran postulerar.[källa behövs] Chakrasystemet är centralt inom yogaläran. Enligt denna är kroppen sammanlänkad genom kanaler i människans olika kroppar (det påstås finnas flera, som delas upp genom sina olika andligt-mentala och fysiska egenskaper). Schematiskt löper en huvudkanal längs ryggraden, detta är kroppens centrala kanal för pranan - den livgivande andliga "energin". Mellan den eteriska och fysiska kroppen finns sju chakran, som representerar olika delar av människan. En skada eller sjukdom i människokroppen förmodas påverka flödet genom olika chakran. Likaså hävdas det att kroppens andliga och fysiska funktioner påverkas av flödet genom olika chakran. För att uppnå jämvikt i kroppen måste flödet i alla chakran vara fritt och ohämmat.[källa behövs]
"Chakra-balansering" är en ofta omnämnd metod tänkt att skapa jämvikt mellan olika "energier" i chakrasystemet. Detta skulle ske genom andliga och fysiska övningar av olika karaktär, företrädesvis med olika asana, kroppsligt gymnastiska övningar men också med meditationsövningar och pranayama, det vill säga andningsövningar.[källa behövs] Det förekommer även diverse "energiapparater" som påstås kunna allt från att "likrikta cellvibrationer" via "läsa de digitala frekvenserna hos allergener" till att bota cancer. Det saknas dock vetenskapliga belägg och teorier för hur och att det skulle fungera.

## Tibetansk buddhism
Chakror förekommer bland annat i det avslutande stadiet av den högsta tantriska utövningsformen, högsta yogatantrat. För inre visualiseringstekniker används oftast fem stycken olika chakror:
- Kroppens chakra, som benämns som en plats mellan ögonbrynen. Detta chakra förknippas med ett vitt ljus och okunskap.
- Talets chakra i strupen förknippas med rött ljus och begär.
- Sinnets chakra i hjärtat förknippas med blått ljus och ilska.
- Navelns chakra förknippas med gult ljus och förknippas med egot.
- Könsorganens chakra förknippas med grönt ljus och avundsjuka.

## Galleri

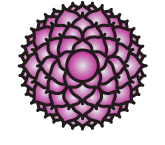
Kronchakrat
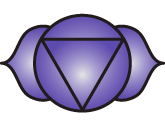
Det tredje ögat
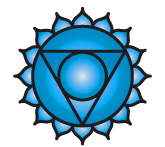
Strupchakrat
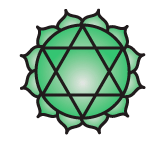
Hjärtchakrat
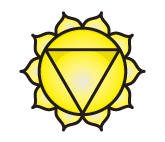
Solar plexus-chakrat
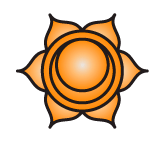
Sakralchakrat
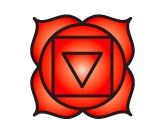
Rotchakrat